# Batalhão de Operações Especiais (PMDF)
O Batalhão de Operações Policiais Especiais (BOPE) é a unidade brasileira de elite da Polícia Militar do Distrito Federal (PMDF). Seu efetivo é composto por um grupo seleto de Policiais Militares, disciplinados e altamente treinados, para situações de alto risco e extremo rigor. É responsável pela execução, com exclusividade, das atividades policiais e de segurança pública complexas e que requeiram um alto grau de especialização de seus profissionais, uso e emprego de técnicas, táticas, armas e equipamentos policiais especiais, dentre elas, o resgate tático de reféns e as ações de detecção, isolamento e desativação de artefatos explosivos.
Por ser uma unidade de elite, o Batalhão possui um grande investimento na compra de equipamentos de ultima geração, e na preparação dos seus policiais que mantem constantes intercâmbios com unidades de elite de todo o mundo. Por estar sediado na capital do país o Batalhão é bastante empregado na proteção das autoridades governamentais do Brasil.
No contexto da Segurança Pública do Distrito Federal o Batalhão é a ''ultima ratio'', ou seja, a "última resposta" do Distrito Federal para reestabelecer a ordem pública.

## Ações do BOPE no Distrito Federal
O BOPE em toda sua história no Distrito Federal obteve 100% de aproveitamento nas suas ações, sejam elas Resgate de Reféns, Intervenções de alto risco e Desarmamento de explosivos. Sendo algumas citadas abaixo:
- Policiais do BOPE desocupam prédio invadido em Brasília.
  - A Polícia Militar desocupou o Torre Palace Hotel que estava ocupado por um grupo de um movimento de sem teto, uma tentativa de desocupação foi realizada no dia 01 de junho, mas sem sucesso, a partir deste momento o BOPE assumiu a ocorrência com o emprego de Negociadores Policiais, que operaram por mais de 90 horas e como se tratava de um grupo altamente resistente na manhã deste domingo (5), por volta das 6h30, houve a operação  para retirar os sem-teto. A ação durou cerca de 40 minutos. Os invasores eram 12 adultos, sendo 4 mulheres com 4 crianças. Foram utilizados dois helicópteros, onde policiais do Batalhão de Operações Policiais Especiais (Bope) fizeram o acesso pela parte superior do prédio simultaneamente com a equipe do BPChoque que adentrou pelas escadarias. Cerca de 200 policiais foram utilizados na desocupação. Uma das maiores preocupações era assegurar a integridade física das crianças. Elas foram as primeiras a saírem do prédio nos braços dos policias do BOPE e levadas ao  Hospital Materno Infantil de Brasília (HMIB). Os adultos foram apresentados na Delegacia de Polícia Especializada (DPE), onde responderam pelos crimes de resistência, dano ao patrimônio e tentativa de homicídio.
- Homem é imobilizado pelo Bope após fazer cinco pessoas reféns na Asa Sul.
  - Um homem de 30 anos manteve cinco pessoas reféns em uma casa que funciona como pensão na quadra 708 da Asa Sul, na noite do domingo de 30/9/2012. De acordo com testemunhas, por volta das 18 horas, o suspeito começou a atirar objetos como roupas e móveis pela janela da varanda do segundo andar do local. Assustados, os vizinhos, acionaram a polícia duas horas depois do início da confusão. Foi então que o homem colocou uma pilha de objetos na porta da casa, fazendo uma espécie de barricada para impedir que os outros moradores saíssem do local. As cinco vítimas correram, então, para se esconder nos quartos da pensão. Utilizando um facão e um lança e com o rosto coberto com uma camiseta, ele ameaçou, por diversas vezes, explodir a casa com gás. Segundo os policiais, ele também afirmou que iria se matar. Vinte e cinco policiais do Batalhão de Operações Especiais foram acionados. Aproveitando que o homem estava na varanda do 2º andar conversando com o negociador, uma equipe de policiais, por meio de um fosso que dava acesso ao térreo da casa, conseguiu entrar na pensão e libertar os moradores. Uma hora depois, aproveitando um novo momento de distração do homem, um policial desceu pelo telhado do local e conseguiu imobilizar o suspeito. Ninguém ficou ferido.[1]

- Assaltante fez sete reféns em farmácia em Ceilândia.
  - Os funcionários de uma farmácia chegavam para trabalhar numa quarta-feira, dia 20 de agosto de 2008, quando por volta das 07h30 o assaltante entrou na farmácia com um revólver calibre 38 e rendeu os sete empregados. "Ele anunciou que era um assalto. Estava armado e pediu carteira, celular e dinheiro. Estava bastante tenso", conta o gerente da farmácia, Silas Almeida. Uma mulher que passava pela rua viu o assalto e chamou a polícia. Quando o carro da PM chegava ao local, o assaltante abaixou a porta do comércio. Os funcionários viraram reféns. Roger Duarte Pinto, de 21 anos, um fugitivo da Papuda que se identificou como Francinaldo, pediu um carro, um colete à prova de balas e a presença da avó e de um advogado. Cerca de 40 policiais do Batalhão de Operações Policiais Especiais cercaram a área, que foi isolada. Os policiais passaram a negociar com o bandido. Em duas horas, o sequestrador libertou cinco reféns, mas manteve o office-boy Alex Lisboa e a caixa Regina dos Santos, que ficou o tempo todo sob a mira do revólver. Por volta das 11h, ocorreu um dos momentos mais tensos: Roger foi até a porta da farmácia com os dois reféns e deu um tiro dentro da farmácia. Pouco antes das 13h, a pedido do bandido, o office-boy sai da farmácia para buscar o carro que seria usado na fuga. Quando ele estaciona, policiais do time tático do BOPE abrem a porta e o office-boy é resgatado. O sequestrador dispara e é atingido na cabeça por um atirador de elite do BOPE, que estava do outro lado da rua, numa janela. A operação termina com todos os sete reféns resgatados e sem nenhum ferimento.[2]

- Bope desarma bomba em Sobradinho.
  - Uma ação envolvendo o Esquadrão de Bombas da PMDF conseguiu desarmar uma bomba que estava instalada em um carro, na quadra central do setor bancário em Sobradinho. A ação teve inicio por volta de 19h de sábado e terminou às 2h de domingo, 13/12/2015. Os policiais receberam a denuncia de que teria uma bomba amarrada em baixo de um veículo. O local foi isolado, e o BOPE foi acionado. Após horas de trabalho no local, o explosivo que seria acionado por um celular amarrado ao artefato foi desativado. O principal suspeito de ter colocado a bomba no carro é o ex-marido da proprietária do veículo, que não aceitava o termino do relacionamento. Ele já havia feito diversas ameaças e cumpria medida protetiva.[3]